# Hodopoioi
Les hodopoioi sont des édiles de la démocratie athénienne pendant l'Antiquité.
Au nombre de cinq, ils sont chargés de l'entretien de la voirie à Athènes,, pour un an.